# Tiro com arco nos Jogos Olímpicos de Verão de 2016 - Equipes masculinas
A competição por equipes masculinas do tiro com arco nos Jogos Olímpicos de Verão de 2016 foi disputada em 6 de agosto no Sambódromo da Marquês de Sapucaí, no Rio de Janeiro.

## Formato da competição
Tal como nas provas individuais, a competição por equipes masculinas foi realizada no formato de arco recurvo aprovado pela Federação Mundial de Tiro com Arco (WA), a 70 metros de distância do alvo. Participaram 12 equipas de três arqueiros cada, que atravessaram uma rodada de classificação com 72 flechas para cada atleta, tal como na fase similar dos eventos individuais. As pontuações combinadas desta etapa foram usadas para distribuir as equipes pela chave da fase eliminatória, com as quatro primeiras qualificadas diretamente às quartas de final.
Cada encontro consistiu em quatro conjuntos de seis flechas (duas por arqueiro). A equipa com pontuação mais alta no total das seis flechas recebeu dois pontos. Se empatadas, cada uma recebia um ponto de set. A primeira equipa a fazer cinco pontos de set ganhou cada encontro.

## Calendário
Todos os horários seguem o fuso local (UTC−3).
| Data                | Hora de início | Hora de fecho | Fase                                  |
| ------------------- | -------------- | ------------- | ------------------------------------- |
| Sábado, 6 de agosto | 9:00           | 17:45         | Classificação/Disputas pelas medalhas |

## Medalhistas
A equipe da Coreia do Sul foi campeã olímpica ganhando aos Estados Unidos, com a tripla da Austrália a ficar com a medalha de bronze ao superar a China.
|  | KOR Coreia do Sul                     |  | USA Estados Unidos                       |  | AUS Austrália                      |
|  | Kim Woo-jin Ku Bon-chan Lee Seung-yun |  | Brady Ellison Zach Garrett Jake Kaminski |  | Alec Potts Ryan Tyack Taylor Worth |

## Recordes
Antes do evento, estes eram os recordes olímpicos e mundiais:
| Classificatória – 216 flechas | Classificatória – 216 flechas                        | Classificatória – 216 flechas | Classificatória – 216 flechas | Classificatória – 216 flechas | Classificatória – 216 flechas |
| Tipo                          | Equipe                                               | Pontos                        | Local                         | Data                          |                               |
| ----------------------------- | ---------------------------------------------------- | ----------------------------- | ----------------------------- | ----------------------------- | ----------------------------- |
| Recorde mundial               | Coreia do Sul Im Dong-hyun, Kim Bub-min, Oh Jin-hyek | 2087                          | Londres                       | 27 de julho de 2012           |                               |
| Recorde olímpico              | Coreia do Sul Im Dong-hyun, Kim Bub-min, Oh Jin-hyek | 2087                          | Londres                       | 27 de julho de 2012           |                               |

## Resultados

### Fase de classificação
Estes foram os resultados obtidos nesta etapa:
| Pos. | País               | Arqueiros                                                 | Pontuação | 10s | Xs |
| ---- | ------------------ | --------------------------------------------------------- | --------- | --- | -- |
| 1    | KOR Coreia do Sul  | Kim Woo-jin Ku Bon-chan Lee Seung-yun                     | 2057      | 73  | 50 |
| 2    | USA Estados Unidos | Brady Ellison Zach Garrett Jake Kaminski                  | 2024      | 68  | 44 |
| 3    | ITA Itália         | Marco Galiazzo Mauro Nespoli David Pasqualucci            | 2007      | 71  | 23 |
| 4    | AUS Austrália      | Alec Potts Ryan Tyack Taylor Worth                        | 2005      | 64  | 41 |
| 5    | FRA França         | Lucas Daniel Pierre Plihon Jean-Charles Valladont         | 2003      | 61  | 23 |
| 6    | CHN China          | Gu Xuesong Wang Dapeng Xing Yu                            | 1997      | 62  | 30 |
| 7    | TPE Taipé Chinês   | Kao Hao-wen Wei Chun-heng Yu Guan-lin                     | 1995      | 53  | 32 |
| 8    | ESP Espanha        | Miguel Alvariño Antonio Fernández Juan Ignacio Rodríguez  | 1986      | 59  | 39 |
| 9    | NED Países Baixos  | Sjef van den Berg Mitch Dielemans Rick van der Ven        | 1981      | 67  | 23 |
| 10   | INA Indonésia      | Riau Ega Agatha Hendra Purnama Muhammad Wijaya            | 1962      | 48  | 23 |
| 11   | BRA Brasil         | Marcus Vinicius D'Almeida Bernardo Oliveira Daniel Xavier | 1948      | 44  | 23 |
| 12   | MAS Malásia        | Haziq Kamaruddin Khairul Anuar Mohamad Akmal Nor Hasrin   | 1945      | 43  | 32 |

### Fases eliminatórias
Na fase de eliminatórias, estes foram os resultados:
| Oitavas de final | Oitavas de final  | Oitavas de final | Oitavas de final | Oitavas de final | Oitavas de final | Oitavas de final | Oitavas de final |  |   | Quartas de final   | Quartas de final  | Quartas de final | Quartas de final | Quartas de final | Quartas de final | Quartas de final | Quartas de final |  |   | Semifinais         | Semifinais | Semifinais | Semifinais | Semifinais | Semifinais | Semifinais | Semifinais |  |                     | Final               | Final               | Final               | Final               | Final               | Final               | Final               | Final |
|                  |                   |                  |                  |                  |                  |                  |                  |  |   |                    |                   |                  |                  |                  |                  |                  |                  |  |   |                    |            |            |            |            |            |            |            |  |                     |                     |                     |                     |                     |                     |                     |                     |       |
|                  |                   |                  |                  |                  |                  |                  |                  |  |   |                    |                   |                  |                  |                  |                  |                  |                  |  |   |                    |            |            |            |            |            |            |            |  |                     |                     |                     |                     |                     |                     |                     |                     |       |
|                  |                   |                  |                  |                  |                  |                  |                  |  |   | 1                  | KOR Coreia do Sul | 6                | 55               | 59               | 57               |                  |                  |  |   |                    |            |            |            |            |            |            |            |  |                     |                     |                     |                     |                     |                     |                     |                     |       |
| 9                | NED Países Baixos | 5                | 57               | 57               | 52               |                  |                  |  | 9 | NED Países Baixos  | 0                 | 52               | 54               | 54               |                  |                  |                  |  |   |                    |            |            |            |            |            |            |            |  |                     |                     |                     |                     |                     |                     |                     |                     |       |
| 8                | ESP Espanha       | 1                | 54               | 52               | 52               |                  |                  |  |   |                    |                   |                  |                  |                  |                  |                  |                  |  | 1 | KOR Coreia do Sul  | 6          | 59         | 59         | 56         |            |            |            |  |                     |                     |                     |                     |                     |                     |                     |                     |       |
| 5                | FRA França        | 6                | 53               | 55               | 55               | 57               |                  |  |   |                    |                   |                  |                  |                  |                  |                  |                  |  | 4 | AUS Austrália      | 0          | 57         | 58         | 54         |            |            |            |  |                     |                     |                     |                     |                     |                     |                     |                     |       |
| 12               | MAS Malásia       | 2                | 55               | 53               | 53               | 53               |                  |  |   | 5                  | FRA França        | 3                | 57               | 54               | 52               | 50               |                  |  |   |                    |            |            |            |            |            |            |            |  |                     |                     |                     |                     |                     |                     |                     |                     |       |
|                  |                   |                  |                  |                  |                  |                  |                  |  | 4 | AUS Austrália      | 5                 | 52               | 54               | 56               | 54               |                  |                  |  |   |                    |            |            |            |            |            |            |            |  |                     |                     |                     |                     |                     |                     |                     |                     |       |
|                  |                   |                  |                  |                  |                  |                  |                  |  |   |                    |                   |                  |                  |                  |                  |                  |                  |  |   |                    |            |            |            |            |            |            |            |  |                     | 1                   | KOR Coreia do Sul   | 6                   | 60                  | 58                  | 59                  |                     |       |
|                  |                   |                  |                  |                  |                  |                  |                  |  |   |                    |                   |                  |                  |                  |                  |                  |                  |  |   |                    |            |            |            |            |            |            |            |  |                     | 2                   | USA Estados Unidos  | 0                   | 57                  | 57                  | 56                  |                     |       |
|                  |                   |                  |                  |                  |                  |                  |                  |  |   | 3                  | ITA Itália        | 0                | 51               | 48               | 53               |                  |                  |  |   |                    |            |            |            |            |            |            |            |  |                     |                     |                     |                     |                     |                     |                     |                     |       |
| 11               | BRA Brasil        | 2                | 51               | 53               | 56               | 53               |                  |  | 6 | CHN China          | 6                 | 55               | 56               | 56               |                  |                  |                  |  |   |                    |            |            |            |            |            |            |            |  |                     |                     |                     |                     |                     |                     |                     |                     |       |
| 6                | CHN China         | 6                | 54               | 57               | 53               | 58               |                  |  |   |                    |                   |                  |                  |                  |                  |                  |                  |  | 6 | CHN China          | 0          | 53         | 56         | 53         |            |            |            |  |                     |                     |                     |                     |                     |                     |                     |                     |       |
| 7                | TPE Taipé Chinês  | 2                | 51               | 56               | 56               | 51               |                  |  |   |                    |                   |                  |                  |                  |                  |                  |                  |  | 2 | USA Estados Unidos | 6          | 57         | 58         | 55         |            |            |            |  |                     |                     |                     |                     |                     |                     |                     |                     |       |
| 10               | INA Indonésia     | 6                | 55               | 56               | 56               | 53               |                  |  |   | 10                 | INA Indonésia     | 2                | 51               | 57               | 56               | 51               |                  |  |   |                    |            |            |            |            |            |            |            |  | Disputa pelo bronze | Disputa pelo bronze | Disputa pelo bronze | Disputa pelo bronze | Disputa pelo bronze | Disputa pelo bronze | Disputa pelo bronze | Disputa pelo bronze |       |
|                  |                   |                  |                  |                  |                  |                  |                  |  | 2 | USA Estados Unidos | 6                 | 57               | 54               | 57               | 56               |                  |                  |  |   |                    |            |            |            |            |            |            |            |  | 4                   | AUS Austrália       | 6                   | 56                  | 56                  | 54                  | 59                  |                     |       |
|                  |                   |                  |                  |                  |                  |                  |                  |  |   |                    |                   |                  |                  |                  |                  |                  |                  |  |   |                    |            |            |            |            |            |            |            |  |                     | 6                   | CHN China           | 2                   | 55                  | 53                  | 57                  | 54                  |       |